# Thomas Rhett

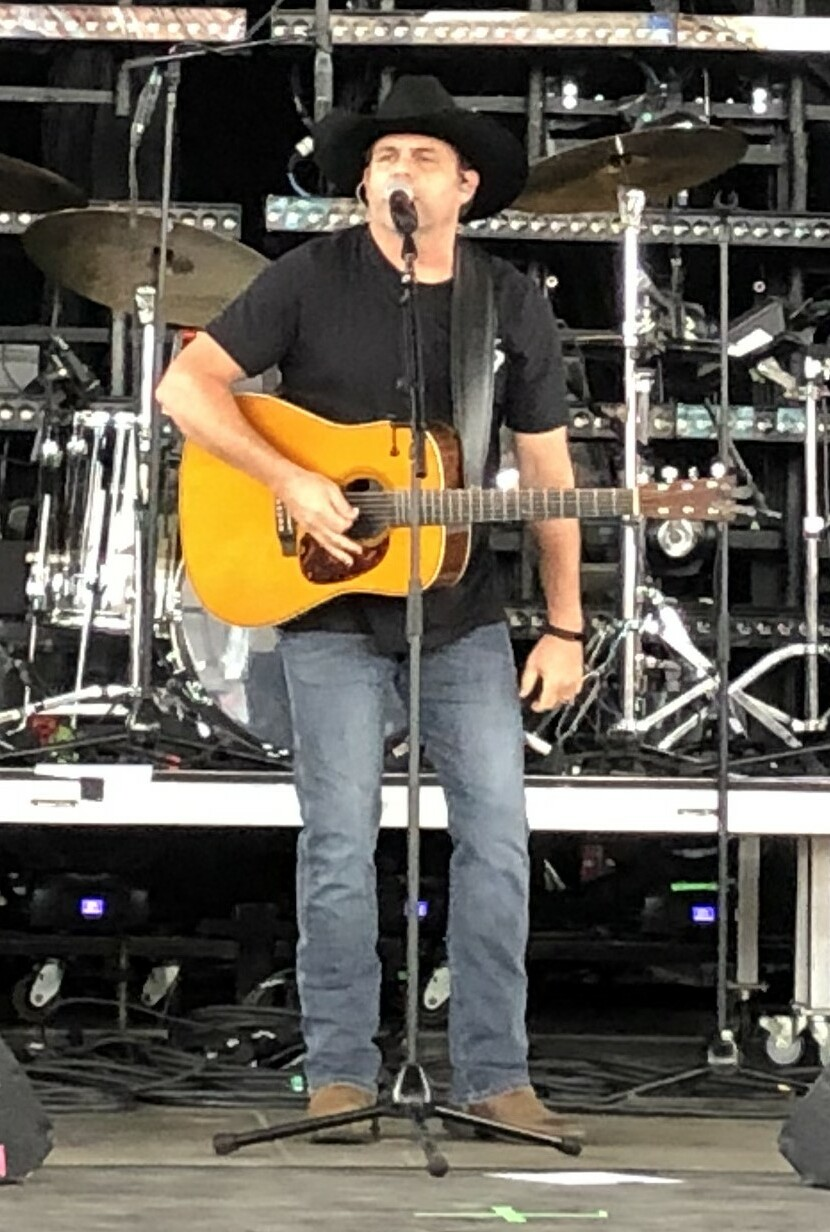
Rhett Akins, Thomas Rhetts också countryspelande far. Bild från den 21 juni 2019.

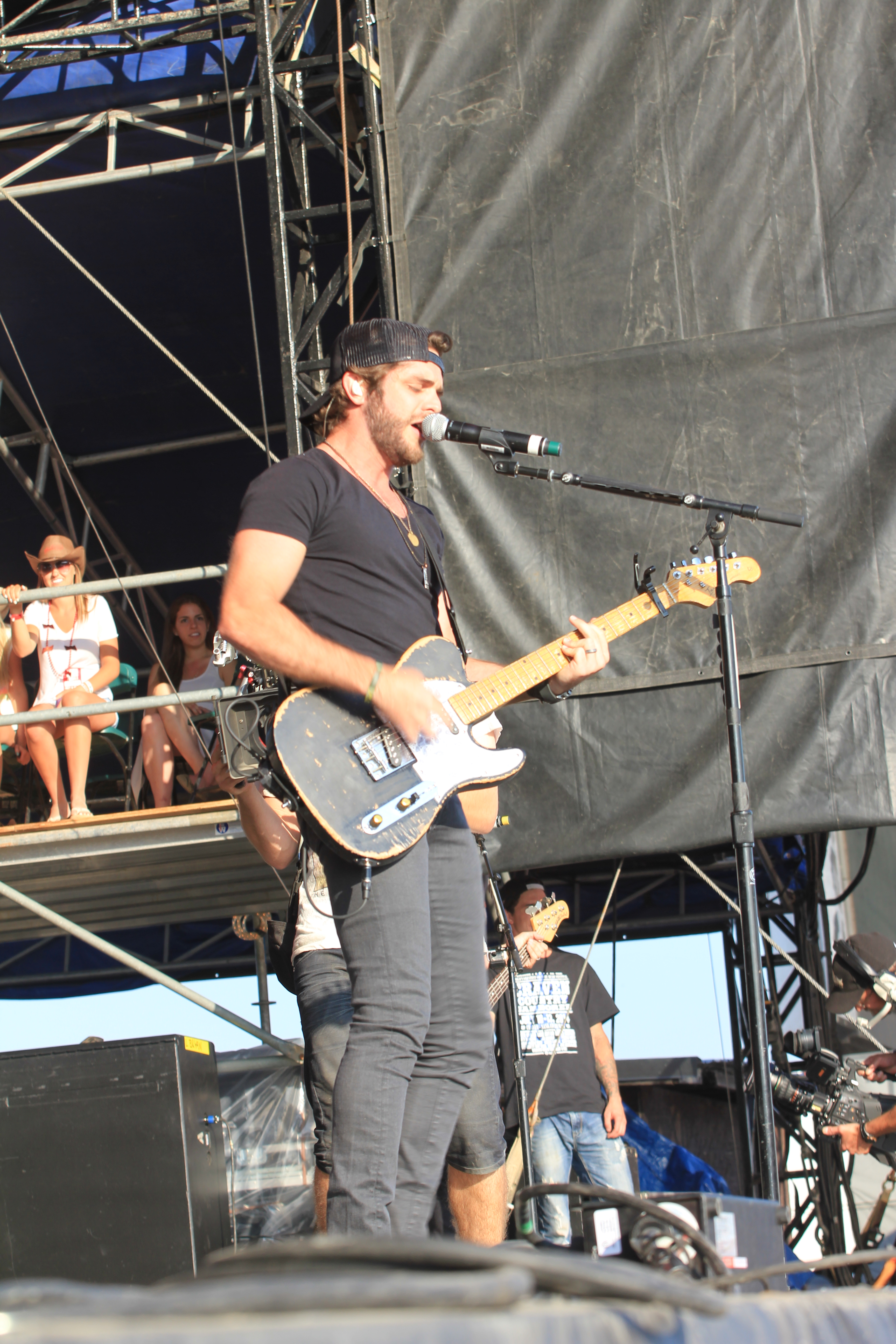
Thomas Rhett, den 11 juli 2014.

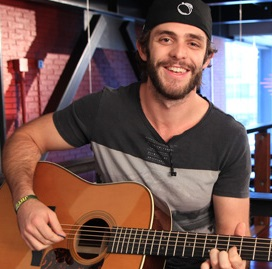
Thomas Rhett, den 1 november 2013.

Thomas Rhett Akins Jr., mer känd som Thomas Rhett, född 30 mars 1990 i Valdosta i Georgia (men uppvuxen i Hendersonville i granndelstaten Tennessee), är en amerikansk singer-songwriter inom genren country. Han är son till den också countryspelande sångaren Rhett Akins. Hans musik blandar ofta traditionell country med inslag av pop, R&B och rock, vilket har hjälpt honom att nå en bredare publik. Han har blivit en av de mest framgångsrika moderna countryartisterna sedan sitt genombrott i början av 2010-talet, och har utöver sin egen karriär skrivit singlar till andra artister som Jason Aldean, Lee Brice, Florida Georgia Line, LoCash och Michael Ray.
Rhett gifte sig med sin barndomskärlek Lauren Akins (född Gregory) den 12 oktober 2012, detta efter att de tidigare hade varit tillsammans sedan de var i tonåren. Tillsammans har de fyra döttrar vid namn Willa Gray (född 1 november 2015), Ada James (född 12 augusti 2017), Lennon Love (född 10 februari 2020) och Lillie Carolina Akins (född 15 november 2021). Den äldsta dottern, Willa Gray, är född i Uganda, och adopterades därifrån i maj 2017, tre månader innan paret välkomnade sin andra dotter Ada James till världen. Familjen bor tillsammans på en gård cirka 30 minuter från centrala Nashville. Han är kristen.